# Long Lake, Nipissing District
Long Lake är en sjö i Kanada.   Den ligger i Nipissing District och provinsen Ontario, i den sydöstra delen av landet, 290 km väster om huvudstaden Ottawa. Long Lake ligger 215 meter över havet. Den ligger vid sjön Trout Lake.
I omgivningarna runt Long Lake växer i huvudsak blandskog. Runt Long Lake är det mycket glesbefolkat, med 7 invånare per kvadratkilometer.